# 市川十郎
市川十郎（いちかわじゅうろう、文化10年（1813年）－慶応4年3月14日（1868年））は、江戸時代後期の兵法家、史家。名は有翼、字を仲則、号に松筠。兵法家の市川一学の子。

## 経歴
嘉永3年（1850年）、父を補佐して松前藩福山城の築城に参加、その後幕命で蝦夷地（現在の北海道、樺太等）を実地調査し鎌倉時代の僧日持の足跡などをたどる。本州に戻ると、大坂の天保山に砲台を築き、慶応3年（1867年）までに、江戸で昌平黌教授に就任したが、間もなく没した。

## 参考資料

### 著作
- 函館市中央図書館編「蝦夷実地検考録」（全53巻）郷土資料複製叢書